# Trichosalpinx silverstonei
Trichosalpinx silverstonei är en orkidéart som beskrevs av Carlyle August Luer. Trichosalpinx silverstonei ingår i släktet Trichosalpinx och familjen orkidéer. Inga underarter finns listade i Catalogue of Life.